# Děkanství v Rokycanech
Děkanství v Rokycanech je pozdně barokní areál fary, situovaný na náměstí Josefa Urbana u děkanského kostela Panny Marie Sněžné a Muzea Dr. Bohuslava Horáka (pobočky Západočeského muzea v Plzni). Od 3. května 1958 je objekt památkově chráněn.

## Historie
Areál děkanství se nachází na místě bývalého augustiniánského kláštera, jehož statky byly roku 1546 zastaveny a v roce 1566 úplně zanikl. Původní budova děkanství roku 1728 vyhořela, a proto byla o sedm let později zbudována její nová barokní verze, jež byla dle některých zdrojů navržena Jakobem Antonem Canevallem. Avšak v roce 1784 zachvátil celé město rozsáhlý požár, při němž padlo za oběť i děkanství, které bylo následně obnoveno stavitelem Janem Hofmannem. Jeho návrhem byla zřízena jednopodlažní budova se středovým mělkým rizalitem a zaoblenými nárožími s valbovou střechou, ke které z pravé strany přiléhá kočárovna s prkennými vraty a obdélným vstupem, jež má na spádové straně střechy větrací vikýř ve tvaru volského oka.

Během 19. a 20. století byl objekt několikrát opravován. Při jedné z rekonstrukcí byly ve sklepích objeveny lidské ostatky.

V roce 1952 byla před děkanství přestěhována klasicistní kašna, pocházející z roku 1827, z rokycanského Masarykova náměstí, jež byla vyměněna za sochu rudoarmějce.